# 楚爾格河
46°46′27″N 7°36′13″E / 46.77422°N 7.60353°E

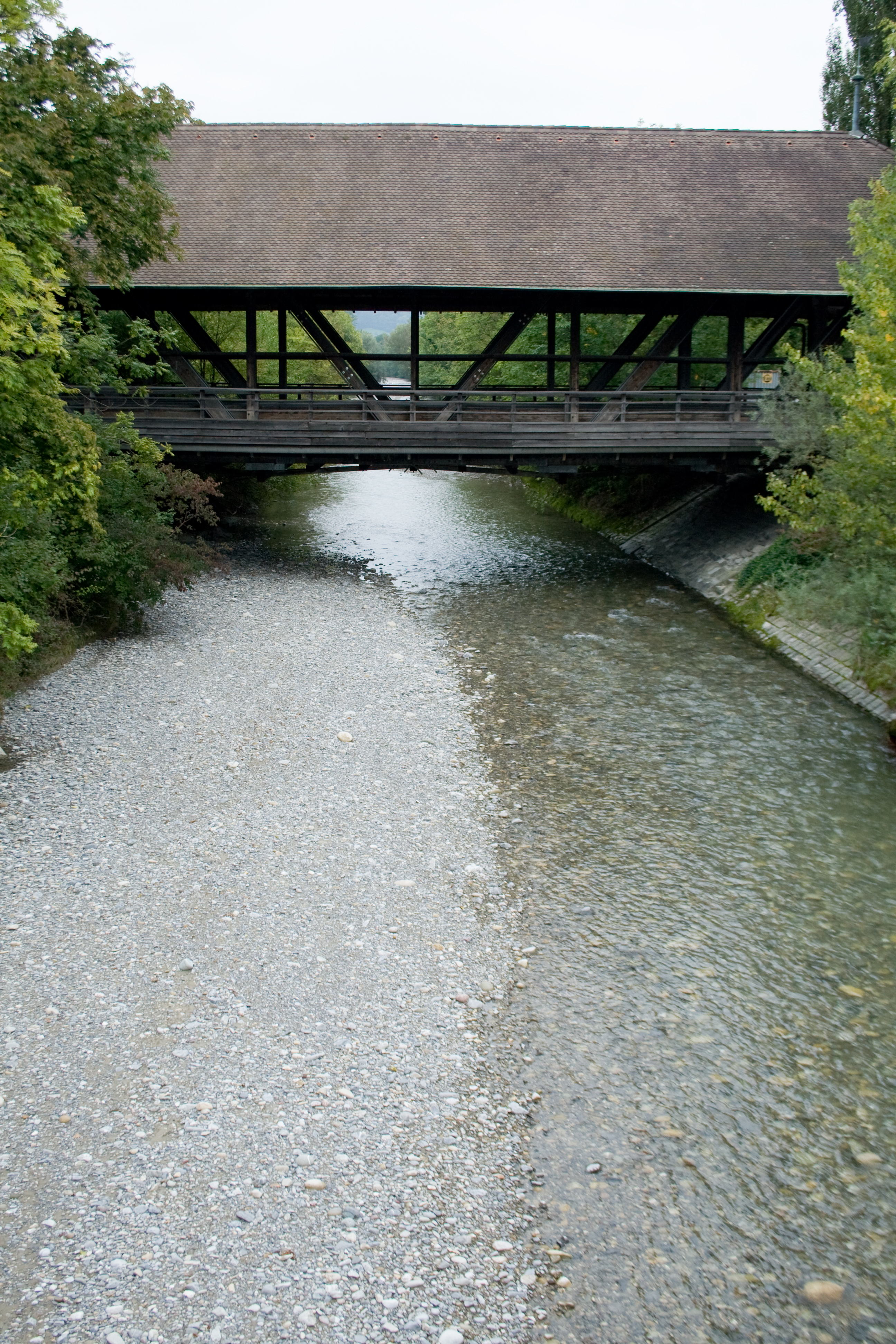

楚爾格河是瑞士的河流，位於該國中西部，流經伯恩州，屬於阿勒河的右支流，處於瑞士高原，河道全長23公里，流域面積88.2平方公里。